# Vladimír Studnička
Vladimír Studnička (Ostrava-Vítkovice, 24 augustus 1935) is een Tsjechisch componist, muziekpedagoog en dirigent.

## Levensloop
Studnička deed zijn studies aan de Hoge School voor muziekpedagogiek (VHPŠ) in Ostrava en aan het Janáčkovy konzervatoře v Ostravě in Ostrava compositie, dirigeren en gitaar. Hij werd lid van het militair muziekkorps van Mariënbad (Tsjechisch: Mariánské Lázně, Duits: Marienbad). Hier zamelde hij ervaring met de bijzonderheden van het harmonieorkest. Sinds 1961 is hij docent aan de muziekschool in Ostrava-Mariánské hory. Hij verwierf nationale bekendheid met zijn werk Tanec pro symfonický orchestr (Dans voor symfonisch orkest) in 1973 en deze compositie stond ook aan het begin van de samenwerking met het studio van de omroep in Ostrava. 
In 1975 werd hij muziekredacteur van het studio Ostrava van de Tsjechoslowakisch omroep. Tegenwoordig is hij ook als componist en arrangeur van verschillende ensembles en muziekuitgaven in Tsjechië en in het buitenland werkzaam.

## Composities

### Werken voor orkest
- 1973 Tanec, voor orkest

### Werken voor harmonieorkest
- 1993 Lamentoso, voor groot harmonieorkest
- 1993 Schlesischer Tanz (Silesische dans), wals
- 2002 Radostné mládí, intermezzo voor harmonieorkest
- 2003 Když sněží, wals - tekst: Hana Čiháková
- Beskydské nokturno, voor hobo en harmonieorkest
- Čarnica
- Dumka, voor groot harmonieorkest
- Když jsem byl malušenký
- Morgenstimmung
- Ondrášův tanc
- Píseň vycházejícího slunce, voor trompet en harmonieorkest
- Píseň s vykřičníkem
- Psaníčko
- Po Slezsku
- Rej

### Kamermuziek
- 2000 Canzona, voor trombone en piano
- 2004 Debef, suite voor trombone en piano
- Arietta, voor hoorn en piano
- Canzona, voor trompet en piano
- Fanfáry, voor drie hoorns
- Z valašských strání, voor vier hoorns

### Werken voor gitaar
- Burleska, voor 3 gitaren

- International Standard Name Identifier: 0000 0000 5661 9233
- Nationale Bibliotheek van Tsjechië: ola200200034
- Virtual International Authority File: 84907871
- WorldCat: E39PBJqFRFXQchyfT6KmXtWv73